# Aloe vera
Алое вера (Aloe vera, (L.) Burm.f. — алое справжнє, алое весняне) — сукулентна рослина роду алое.

## Місцеві та народні назви

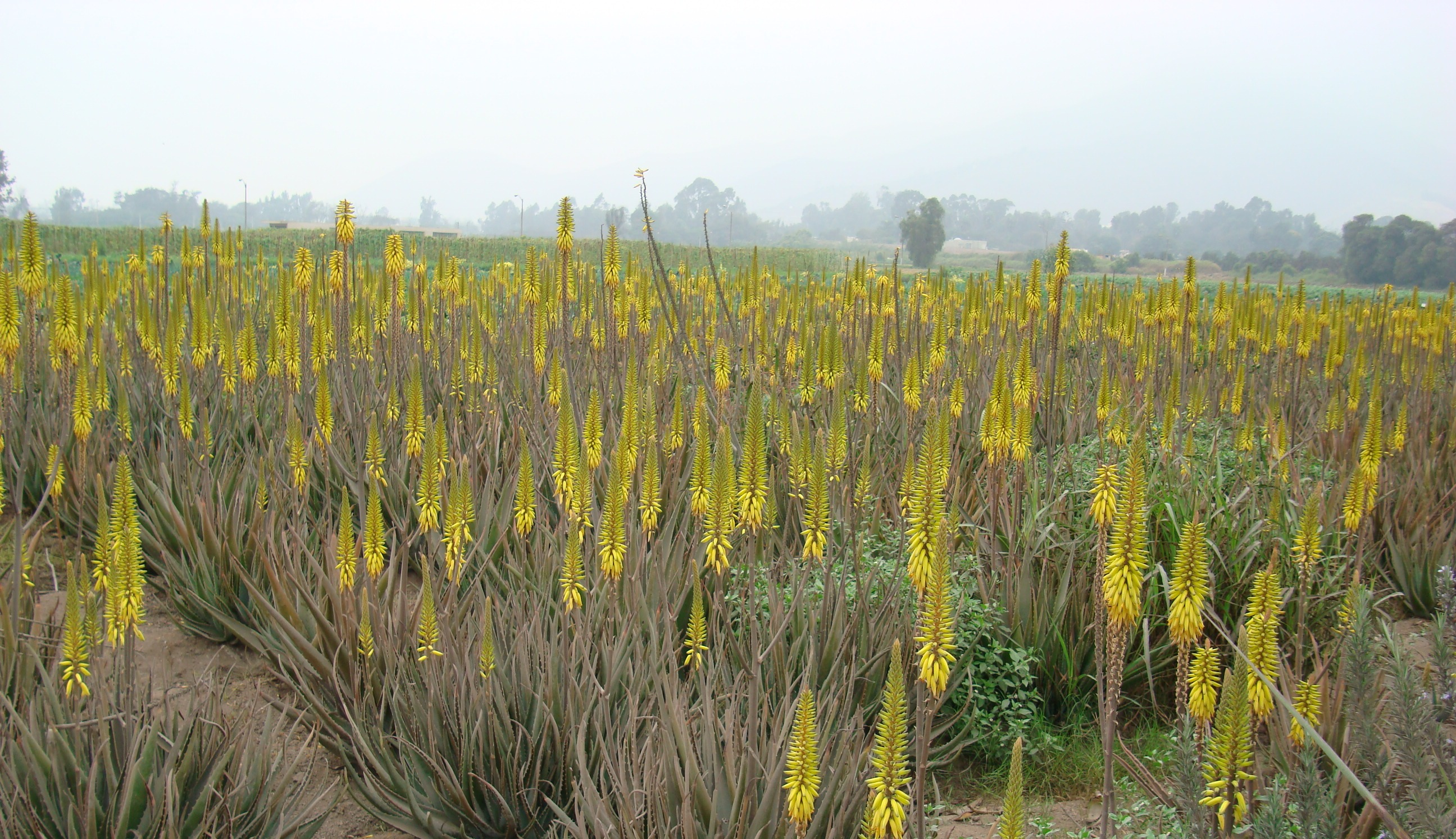
Плантація Алое вера

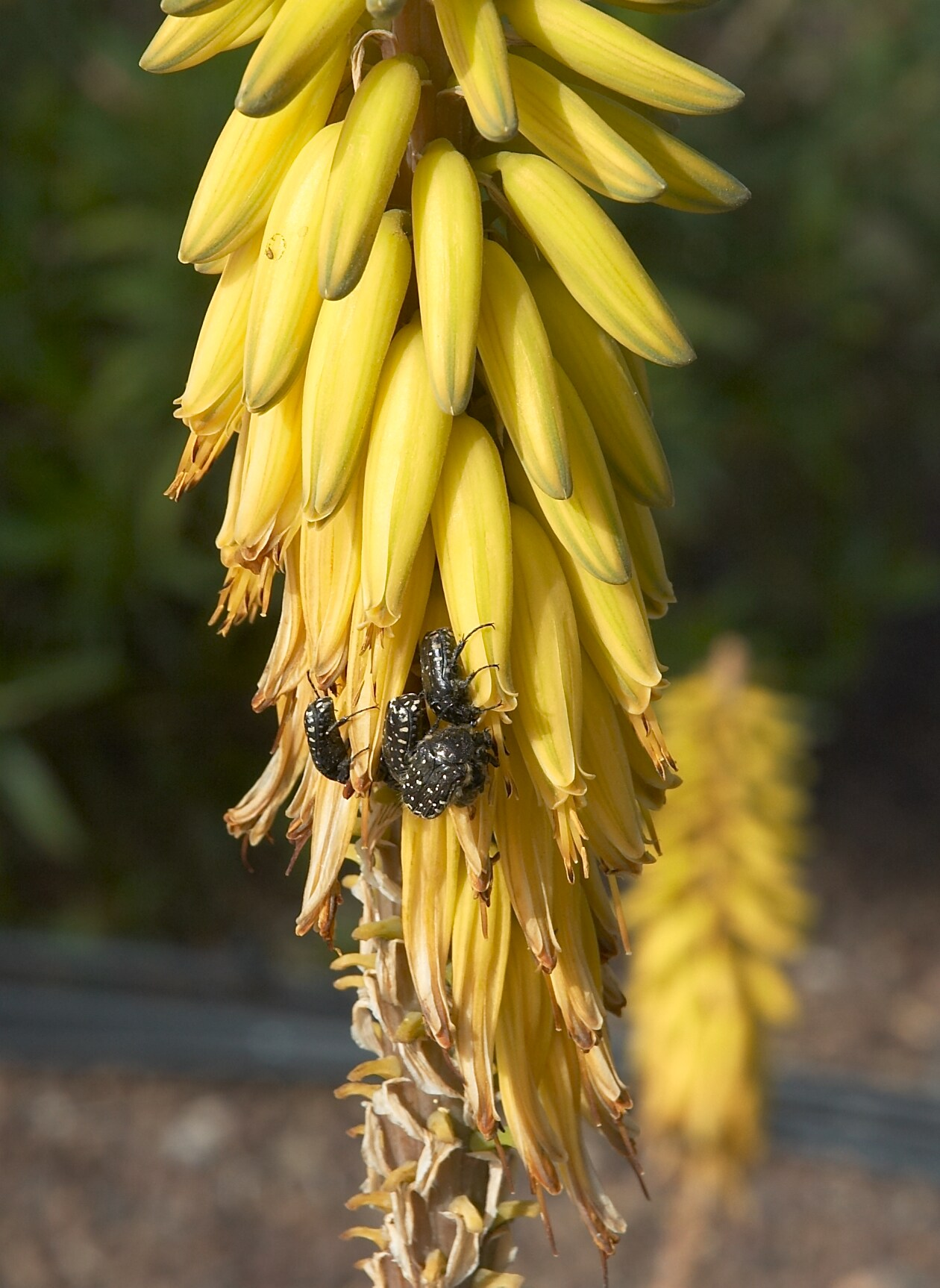
Квіти Алое вера

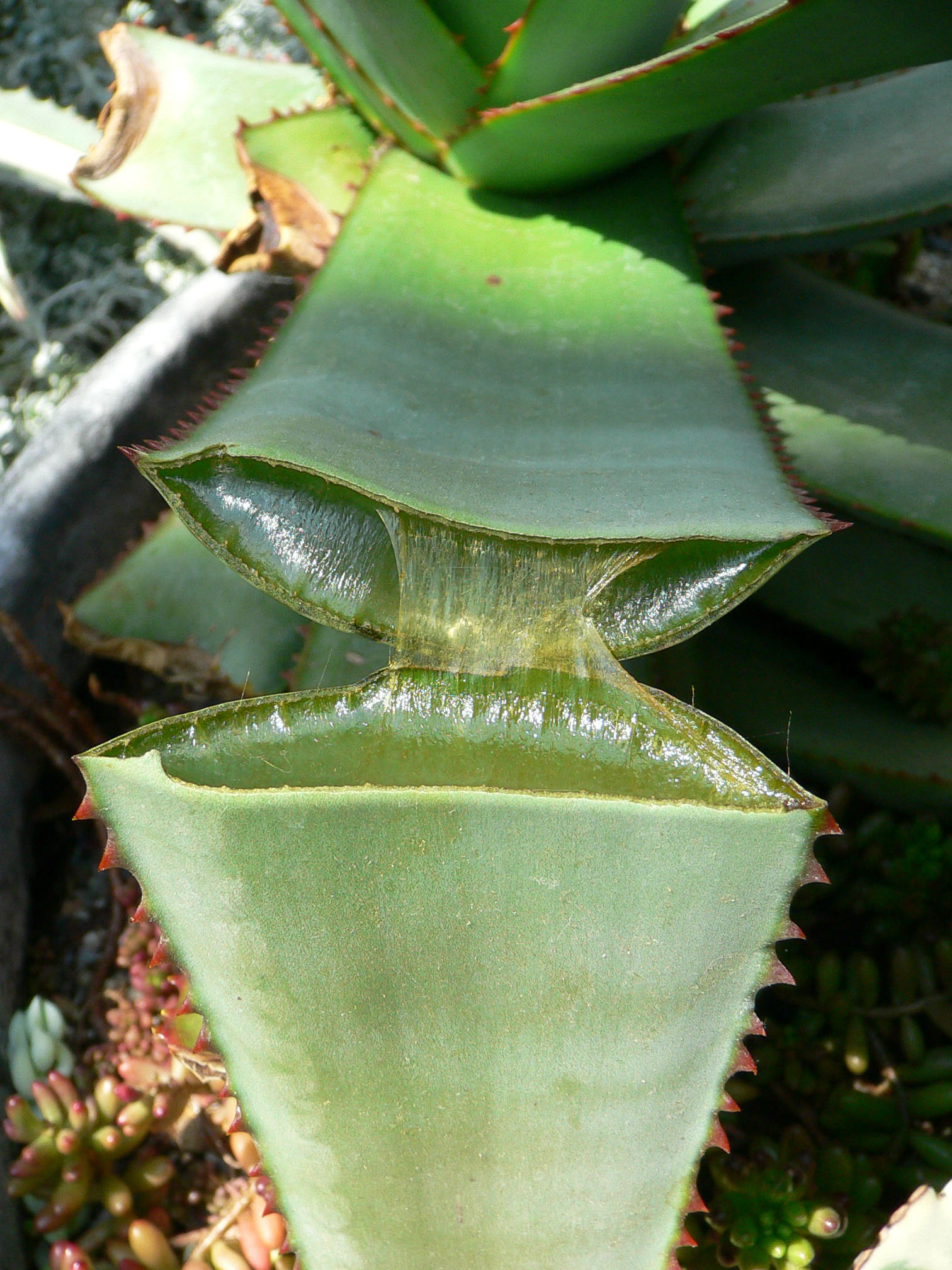
Зріз листка Алое вера

- англ. Medicinal aloe — медичне алое
- англ. Barbados aloe — барбадоське алое
- англ. Curaçao aloe — алое Кюрасао
- англ. true aloe — справжнє алое
- англ. West Indian aloe — вест-індійське алое
- фр. aloès vulgaire
- нім. echte Aloe
- порт. babosa
- порт. babosa-medicinal
- порт. erva-babosa
- ісп. acibar
- ісп. aloe
- ісп. sávila
- столітник, доктор, столітнє дерево, колюча квітка, альянс, сабур

## Синоніми
Aloe abyssinica Lam., Aloe chinensis Baker, Aloe flava Pers., Aloe indica Royle, Aloe littoralis Koen. ex Baker, Aloe officinalis Forssk., Aloe perfoliata L. var. vera L., Aloe barbadensis Mill., Aloe vulgaris Lam.

## Морфологічні ознаки
Багаторічна трав'яниста рослина, кущеподібна з безліччю бічних пагонів і сильно укороченим стеблом, яка утворює густі групи компактних розеток з листя. Листки ланцетні, злегка рифлені, завдовжки до 50 см, 6-7 см завширшки з крихітними шипами по краях, сірувато-зелені, іноді з білими цятками. Краї листя гострозубчасті, з більш-менш вираженим рожевим відтінком. На початку літа з центру листової розетки виростає суцвіття заввишки до 90 см, звичайно розгалужене, що складається з 2-4 китиць трубчастих квіток, довжиною 3 см, різних відтінків жовтого кольору. Деякі локальні або штучно виведені форми мають яскраво-червоні квіти. Плід — коробочка.

## Місця зростання
Батьківщиною алое вера є острови Кабо Верде та Канарські острови, де воно досі зустрічається у дикому вигляді. Широко інтродуковано та культивується по всьому світу.

## Охоронні заходи
Цей вид занесений до Червоної книги зникаючих рослин Ємену.

## Заготівля
Алое вера відоме цілителям протягом ось уже понад 3 500 років. Записи про застосування листя і соку алое були знайдені у єгипетський папірусах і стародавніх китайських свитках трав'яної медицини, де китайські медики називали його «ліками гармонії». У Новому Заповіті також можна знайти згадку про використання цієї рослини. У медицині застосовуються листя, свіжий сік, екстракт, сабур (висушений сік). Сік алое вера отримують з кінця жовтня до середини листопада. Збирають нижні і середні листки, що досягли віку трьох років і 18 см завдовжки. Сік зі свіжого листя багатий ферментами, вітамінами і має бактерицидну дію. Якщо листок розрізати, то з нього випливає водянистий сік, надзвичайно гіркий на смак. Він і використовується для отримання медичного препарату. Сік знаходиться в секреторних клітинах, які оточують сіткоподібну частину судинного пучка (на зрізі цей шар клітин має форму півмісяця). Листя алое вера зрізують і подрібнюють таким чином, щоб сік з них можна було швидко зібрати у якусь ємність. Потім його згущують шляхом випарювання над відкритим вогнем або на водяній бані. Після зняття піни його розливають у посуд, де він застигає. У такому вигляді він являє собою аптекарський товар, який найчастіше переробляють в галенові препарати (краплі, пігулки, свічки).

## Хімічний склад
Листя і сік алое вера містять антраглікозиди (алоїн — складова алое-емодін, наталоїл, рабабер-берон, гомонаталоїн), подразнюють слизову оболонку і підсилюють перистальтику кишечнику; похідні смолистих речовин, ефірні олії, ферменти, замінні і незамінні амінокислоти, вітаміни (група В, холін, фолієва кислота, бета-каротин, вітаміни А, С, Е), мінерали — кальцій, калій, натрій, магній, цинк, мідь, хром, фосфор, саліцилова кислота, полісахариди, фітонциди.

## Застосування у народній медицині
Сік алое вера в малих дозах застосовується як засіб, що збуджує апетит. Сік алое вера, консервований спиртом, рекомендується призначати при анацидному гастриті і коліті по 1 чайній ложці 2 рази на день за півгодини до їжі. При хронічних гастритах, що супроводжуються запорами, пептичній виразці шлунка, після перенесеного шигельозу та для підвищення опірності організму проти інфекційних захворювань, для поліпшення апетиту приймати по 5-10 мл соку зі свіжого листя алое, який повинен застосовуватися відразу після його приготування, за півгодини до їжі 2 −3 рази на день.
Зовнішньо сік алое віра використовується при лікуванні опіків, трофічних виразок, гнійних ран, запальних захворювань шкіри. Емульсія, приготовлена із соку алое вера (витримується при температурі 6-8 градусів протягом 12 діб), касторової або евкаліптової олій, застосовується для попередження і лікування ураження шкіри, що виникає при променевій хворобі.
У народній медицині сік свіжого листя алое вера застосовується при невралгіях, головних болях, а в суміші алое з медом і салом для деяких хвороб легенів. Для цього свіжий сік листя, витриманий у темряві, змішати із салом і медом за наступним рецептом: свинячого сала (або гусячого жиру), масла вершкового, меду, какао в порошку по 100 частин кожного, соку листя алое деревоподібного 15 частин, 1 столову ложку розмішати в склянці гарячого молока. Приймати 2 рази на день при туберкульозі легенів.

## Фармакологічна дія
Алое вера використовується в медицині у вигляді 3 груп препаратів: сухий концентрований сік сабур, свіжий сік і препарати для тканинної терапії. Алое вера має бактерицидні та бактеріостатичні властивості, активний відносно груп мікробів: стафілокока, стрептокока, кишкової, дифтерійної паличок, шигел та сальмонел. Також алое вера має хороші протизапальну і ранозагоювальну дії, виводить продукти радіації. Сік алое вера підвищує стійкість слизових оболонок до дії ушкоджуючих агентів і прискорює процеси регенерації. Алое вера здатний підвищувати захисні властивості організму в боротьбі з інфекціями, є прекрасним біостимулятором, сприяє загальному оздоровленню організму.
У соку алое вера міститься антибіотик барбалоін, що допомагає при туберкульозі і шкірних інфекціях. Діючі речовини сабуру спричинюють посилення перистальтики тонкого кишечника, тому алое вера здавна застосовується як проносний засіб. Алое призначають при атонічних і хронічних запорах. У малих дозах він покращує травлення і жовчовиділення.
Сік рослини широко використовують не лише в медицині, а й у косметиці.
Гель алое, як правило, використовується для приготування місцевих ліків для шкірних захворювань, таких як опіки, рани, обмороження, висипання, псоріаз, герпес або сухість шкіри. Латекс алое можна отримати у висушеній формі, яка називається смолою, або як «висушений сік алое».